# 21-й окремий гвардійський розвідувальний артилерійський дивізіон (СРСР)
21-й окремий гвардійський розвідувальний артилерійський дивізіон Резерву Головного Командування — військове формування Збройних Сил СРСР, що брало участь у Німецько-радянській війні.

## Історія
Перетворено з 619-го окремого розвідувального артилерійського дивізіону (1-го формування) 7 березня 1943 року у складі 3-ї гвардійської артилерійської дивізії прориву Південно-Західного фронту.
У діючій армії з 7.03.1943 по 20.06.1944 .
У ході Німецько-радянської війни вів артилерійську розвідку на користь артилерійських частин 3-ї гвардійської артилерійської дивізії прориву, з'єднань та об'єднань Південно-Західного та 3-го Українського фронтів. 20 червня 1944 року відповідно до наказу НКО СРСР від 16 травня 1944 року № 0019, директиви заступника начальника Генерального штабу РСЧА від 22 травня 1944 р. №ОРГ-2/476 21-го огв радн звернений на формування 159-ї гарматно артилерійської бригади 6-ї армії .

## Склад
- Штаб
- Господарська частина
- 1-а батарея звукової розвідки (1-а БЗР)
- 2-а батарея звукової розвідки (2-а БЗР)
- батарея топогеодезичної розвідки (БТР)
- взвод оптичної розвідки (ГЛЯД)
- фотограмметричний взвод (ФГВ)
- господарський взвод

## Підпорядкування
| Дата                           | Фронт                   | Армія      | Корпус | Дивізія                                        | Бригада | Примітки |
| ------------------------------ | ----------------------- | ---------- | ------ | ---------------------------------------------- | ------- | -------- |
| 7 березня 1943-12 червня 1943  | Південно-Західний фронт | -          | -      | 3-тя гвардійська артилерійська дивізія прориву | -       | -        |
| 15 червня 1943- 20 жовтня 1943 | Південно-Західний фронт | 57-а армія | -      | -                                              | -       | -        |
| 20 жовтня 1943- 20 червня 1944 | 3-й Український фронт   | 57-а армія | -      | -                                              | -       | -        |

## Командування дивізіону
Командир дивізіону
- гв. майор Іванов Олександр Пилипович
- гв. капітан, гв. майор Іванов Степан Павлович

Начальник штабу дивізіону
- гв. ст. лейтенант, гв. капітан Іванов Степан Павлович
- гв. капітан Мельник Полікарп Олександрович

Заступник командира дивізіону
- гв. капітан Мельник Полікарп Олександрович

Заступник командира дивізіону з політичної частини
- гв. майор Скрипниченко Іван Юхимович

Помічник начальника штабу дивізіону
- гв. ст. лейтенант Герасименко Сергій Петрович
- гв. ст. лейтенант Петров Ігор Андрійович

Помічник командира дивізіону із постачання
- гв. ст. лейтенант Красинцев Олександр Костянтинович

## Командири підрозділів дивізіону
Командир 1-ї БЗР
- гв. ст. лейтенант, гв. капітан Буравцов Олександр Васильович

Командир 2-ї БЗР
- гв. ст. лейтенант Нахімовський Наум Семенович

Командир БТР
- гв. ст. лейтенант, гв. капітан Канаєв Рамазан Алігадджійович

Командир ПОГЛЯД
- гв. ст. лейтенант Котко Іван Михайлович

Командир ФГВ
- гв. ст. лейтенант Гоглідзе Василь Володимирович

## Нагороди та почесні найменування
| Нагороди та найменування      | дата              | за що отримано |
| ----------------------------- | ----------------- | --- |
| Почесне звання «Гвардійський» | 7 березня 1943 р. | присвоєно наказом Народного комісара оборони СРСР № 118 від 7 березня 1943 року. За виявлені відвагу, мужність та героїзм з оволодіння містом Харків та оборону міста Мерефа. |